# دومارازیتسه (استان اشوی‌داشکسیه)
دومارازیتسه (به لهستانی: Domaradzice) یک منطقهٔ مسکونی در لهستان است که در گمینا بوگوریا واقع شده‌است. دومارازیتسه ۲۶۹٫۳ متر بالاتر از سطح دریا واقع شده‌است.